# Adolf Niedhammer
Adolf Niedhammer (* 26. April 1878 in Blieskastel; † 17. Februar 1964 in Neustadt an der Weinstraße) war ein deutscher Verwaltungsjurist.

## Werdegang
Nach Studium u. a. an der Universität Freiburg i.Ue., wo er Mitglied der Studentischen Vereinigung Die Rodensteiner wurde, legte er beide juristischer Staatsexamina 1901 und 1904 ab und trat 1905 als Amtsanwalt in St. Ingbert in den juristischen Staatsdienst des Königreichs Bayern ein. 1909 wechselte er als Assessor nach Illertissen und kam 1913 in gleicher Funktion nach Neustadt an der Weinstraße.
Während der Verwaltung des Saargebiets unter Völkerbundmandat zwischen 1920 und 1935 war Niedhammer als Bezirksamtmann im Landkreis Homburg eingesetzt. Von 1935 bis 1940 war er Landrat im Landkreis Neustadt an der Weinstraße, wurde 1940 als Oberregierungsrat nach München versetzt und kam 1943 nach Saarbrücken.
Ab 1946 war er an der Landesversicherungsanstalt Rheinland-Pfalz in Speyer tätig und wurde 1948 pensioniert.

## Ehrungen
Als Dank für seine langjährigen Bemühungen, außerordentlichen Verdienste und sein unermüdliches Eintreten für das Wohl der Stadt Homburg und ihrer Bevölkerung wurde ihm am 4. Juni 1958 im Rahmen der 400-Jahr-Feier der Stadt die Ehrenbürgerschaft verliehen.